# Kisgyarmat
Kisgyarmat (szlovákul Sikenička, korábban Ďarmotky) község Szlovákiában, a Nyitrai kerület Érsekújvári járásában.

## Fekvése
Párkánytól 18 km-re északra, a Szikince-patak mellett, az egykori Esztergom, Hont és Bars vármegyék határán fekszik.

## Élővilága

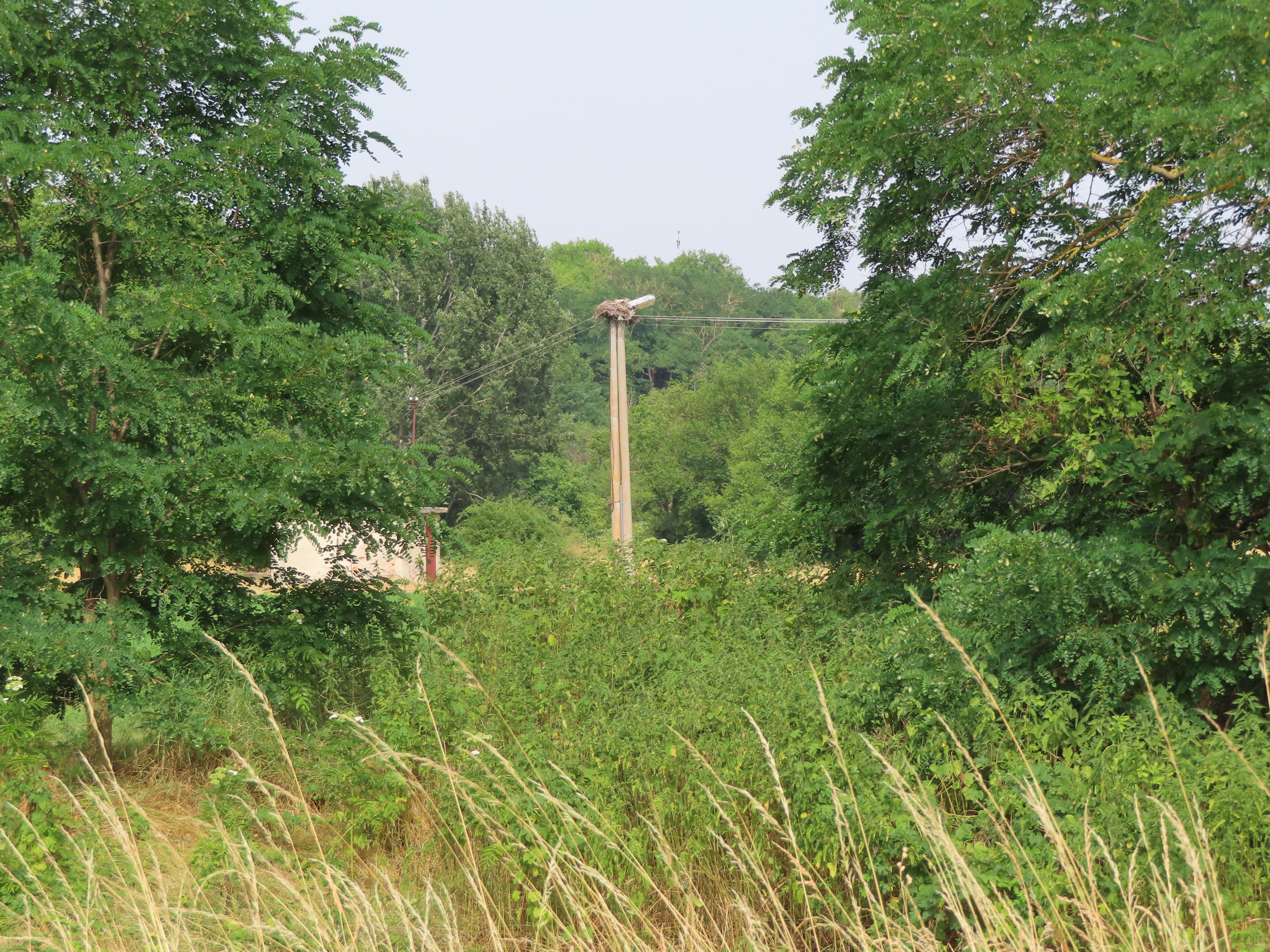
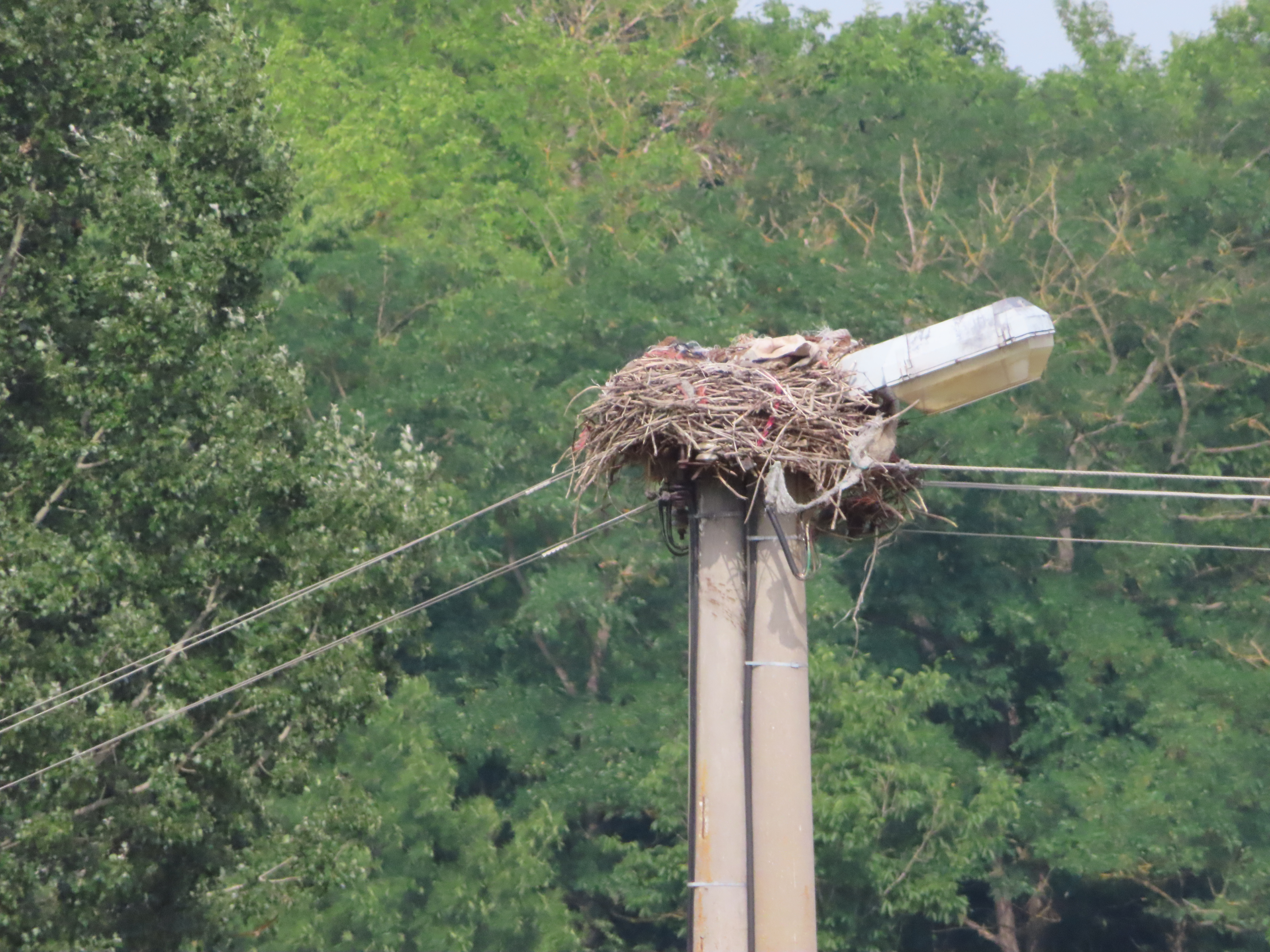

Kisgyarmaton egy gólyafészket tartanak nyilván a falu végén a szövetkezethez közel. Ez régóta elhagyatott.

## Története
Az újkőkor óta lakott hely, ahol a vonaldíszes- és a lengyeli kultúra nyomaira bukkantak. A bronzkorból és késő vaskorból is találtak leleteket.
Neve az ősi magyar "Gyarmat" törzsnévből ered. A település már 1135-ben a bozóki prépostság alapítólevelében szerepel "Garmoth" alakban. 1248-ban "Jormoth" néven említi oklevél. 1297-ben "Gormoth", 1349-ben "Atagyarmata" néven említik. 1377-ben említik Szent Márton tiszteletére szentelt templomát. A Hontpázmány nemzetség birtoka, majd 1327-ben a bényi apátság tulajdona. A 18. századtól a Pálffy család birtoka. 1720-ban 42 háza volt. 1828-ban 89 házában 597 lakos élt, akik szőlőtermesztéssel, állattartással foglalkoztak.
Vályi András szerint "Kis Gyarmat. Elegyes magyar falu Hont Vármegyében, földes Ura G. Pálfy Uraság, lakosai katolikusok, fekszik Páldon felül 3/4 órányira Garam felé, határja gazdag, javai külömbfélék, malma Szikintze vizén, réttye, erdeje elegendő, piatza Esztergomban 3 órányira, első Osztálybéli."
Fényes Elek geográfiai szótárában "Gyarmat (Kis), magyar falu, Honth vmegyében, a barsi, esztergomi és honthi határok össze jövetelénél: 612 kath., 4 ref. lak. Kath. paroch. templom. Nagy nemesitett birkatenyésztés. Van termékeny szántóföldje, rétje, erdeje, szőlőhegye. F. u. h. Pálffy Antal. Ut. p. Kéménd."  Archiválva 2007. szeptember 27-i dátummal a Wayback Machine-ben
A trianoni békeszerződésig Hont vármegye Vámosmikolai járásához tartozott. 1938 és 1944 között ismét Magyarország része. A falu a második világháborúban sokat szenvedett, házainak 70%-a elpusztult.

## Népessége
| Év:            | 1994. | 2004.   | 2014.   | 2024.   |
| -------------- | ----- | ------- | ------- | ------- |
| Emberek száma: | 502   | 467     | 446     | 432     |
| Eltérés:       |       | -6,97 % | -4,49 % | -3,13 % |

| Év:            | 2023. | 2024.   |
| -------------- | ----- | ------- |
| Emberek száma: | 436   | 432     |
| Eltérés:       |       | -0,91 % |

1880-ban 669 lakosából 654 magyar és 2 szlovák anyanyelvű volt.
1890-ben 781 lakosából 779 magyar és 1 szlovák anyanyelvű volt.
1900-ban 821 lakosából 813 magyar és 6 szlovák anyanyelvű volt.
1910-ben 863 lakosából 852 magyar anyanyelvű volt.
1921-ben 891 lakosából 877 magyar és 12 csehszlovák volt.
1930-ban 876 lakosából 850 magyar és 7 csehszlovák volt.
1941-ben 848 lakosából 847 magyar volt.
1991-ben 507 lakosából 493 magyar és 14 szlovák volt.
2001-ben 499 lakosából 459 magyar és 37 szlovák volt.
2011-ben 451 lakosából 398 magyar és 42 szlovák volt.
2021-ben 436 lakosából 368 (+14) magyar, 41 (+14) szlovák, 1 cigány, 1 egyéb és 25 ismeretlen nemzetiségű volt.

## Neves személyek
- Itt született 1950. február 5-én Varga Imre költő, műfordító – jelenleg Magyarországon él.

## Nevezetességei
- Szent Márton temploma a 13. században épült román stílusban, a 18. században átépítették, 1887-ben pedig bővítették. Szószéke és oltárképe is 18. századi.
- Népi építészete és népviselete.
- Vízimalom.

## Néprajza
Manga János 1941-ben gyűjtött a településen.

## Képtár

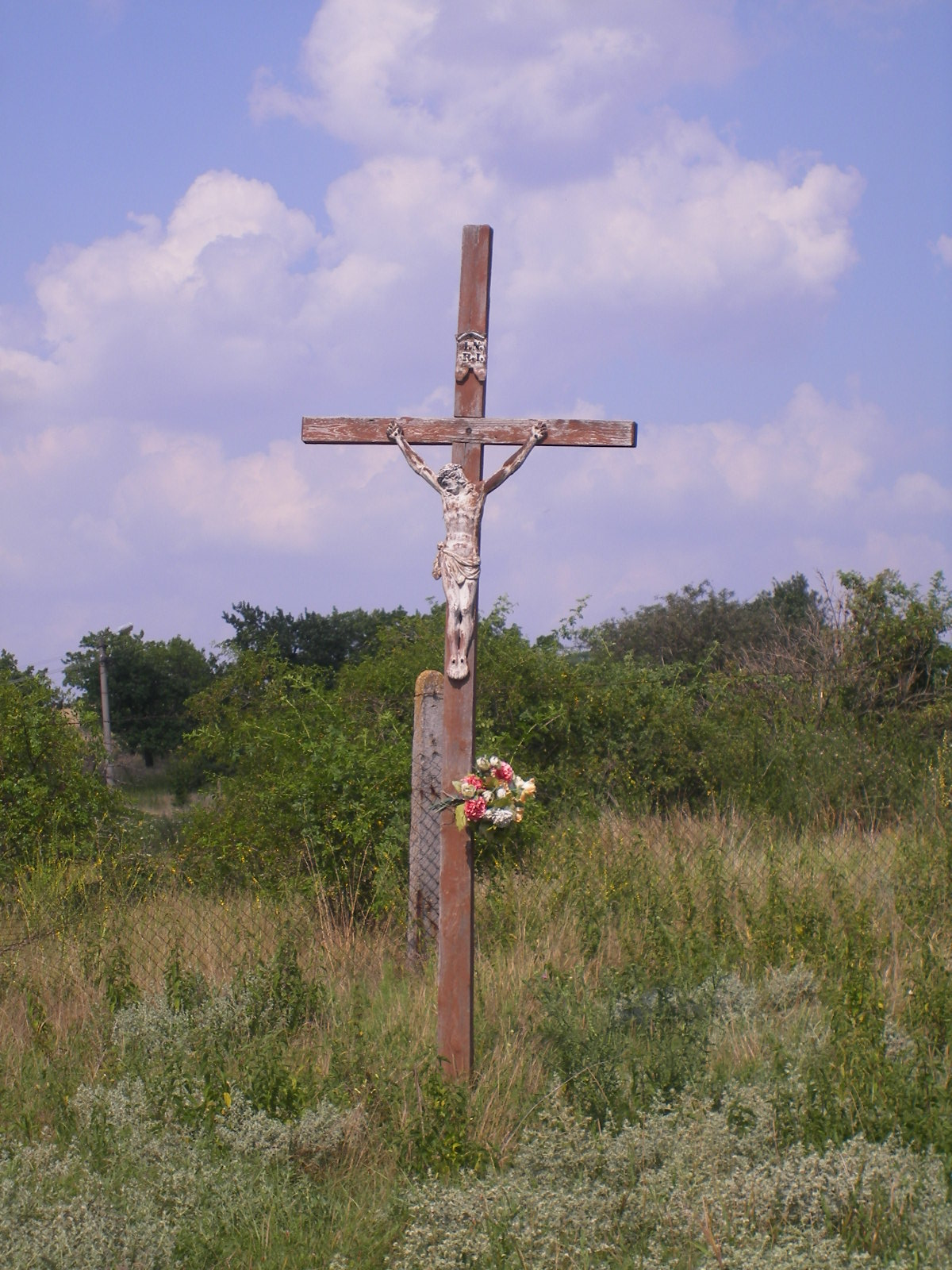
Feszület a falu déli szélén
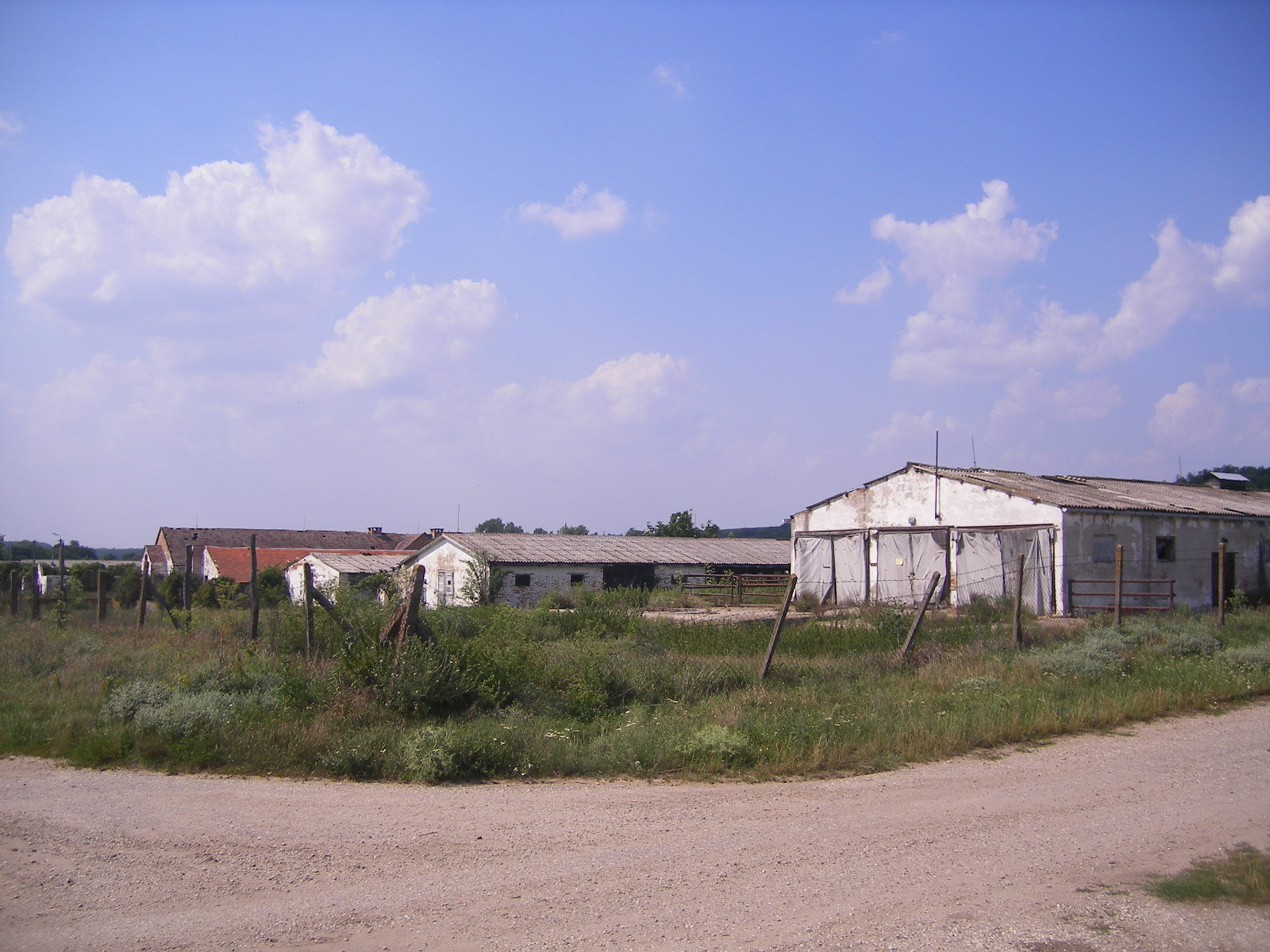
Majorság
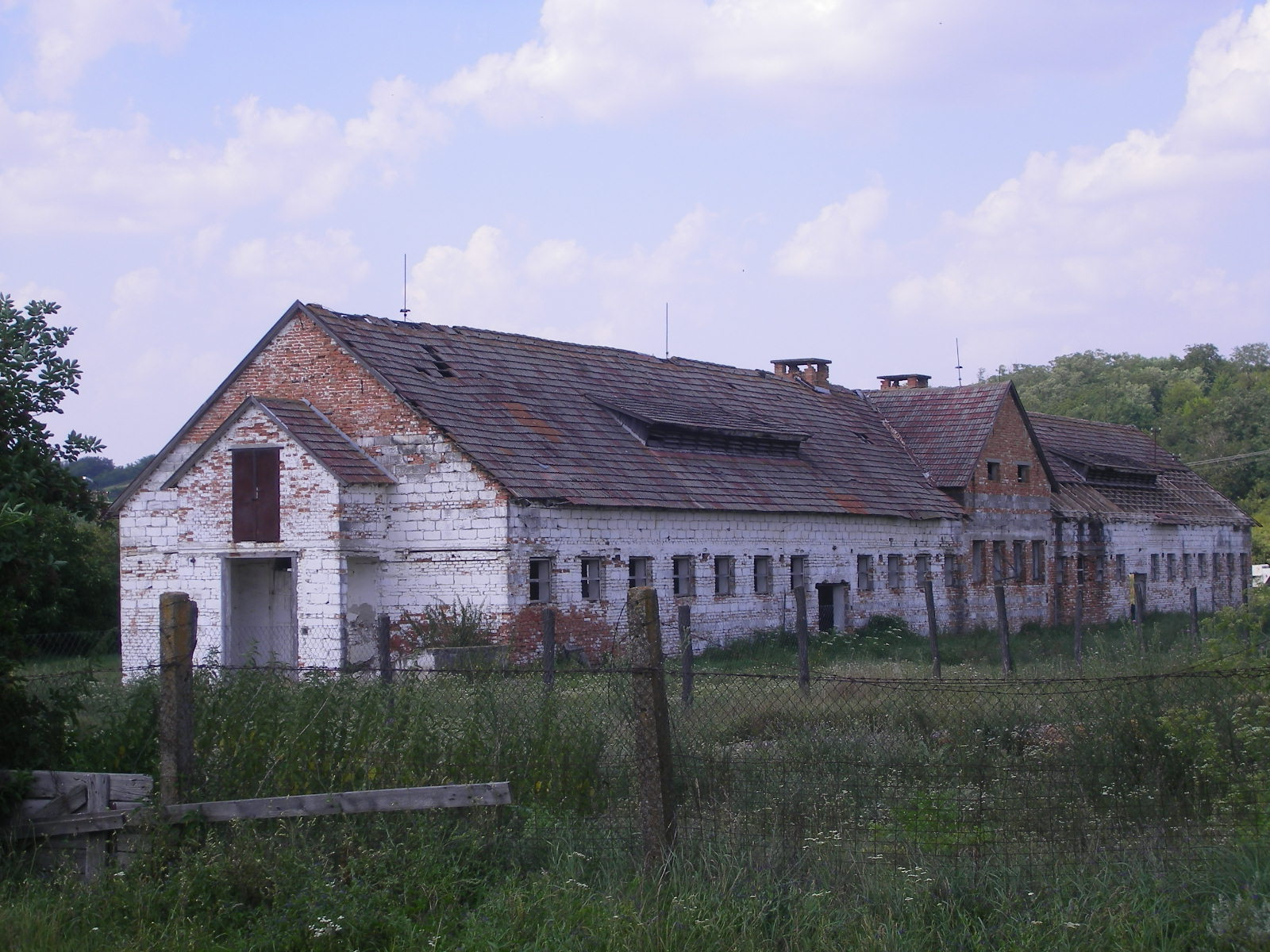
Majorság
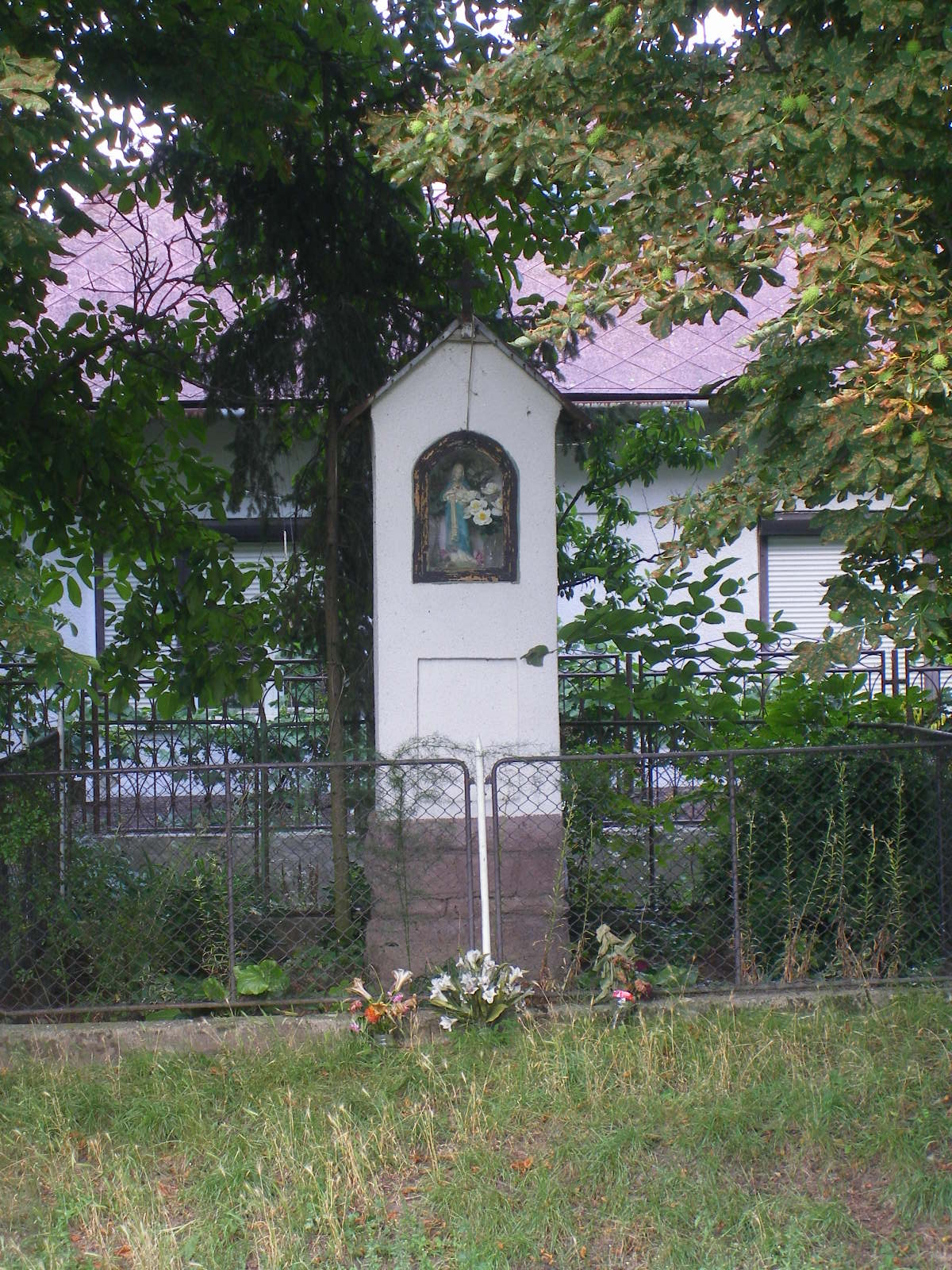
Mária-szoborfülke
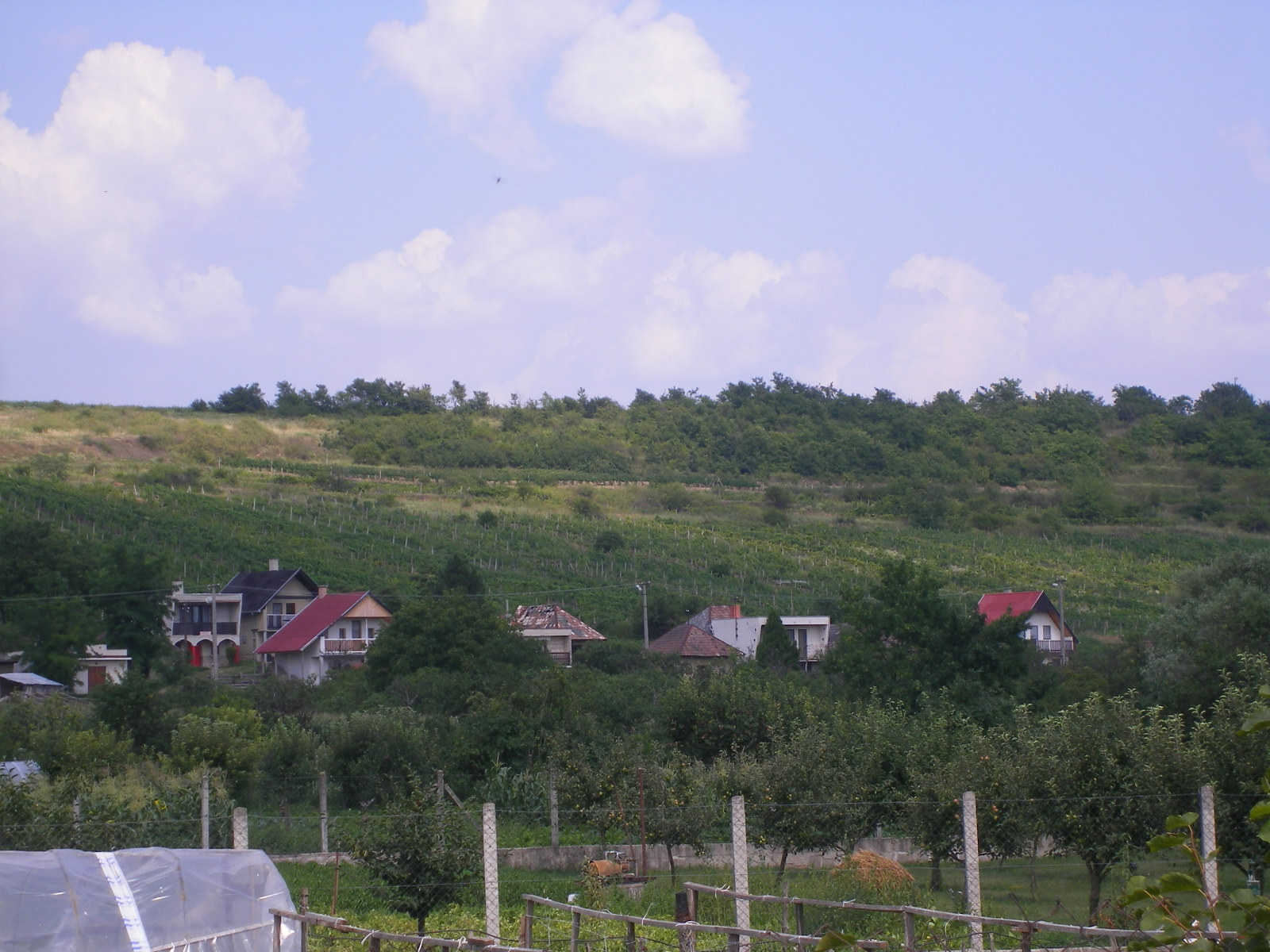
Kisgyarmat látképe
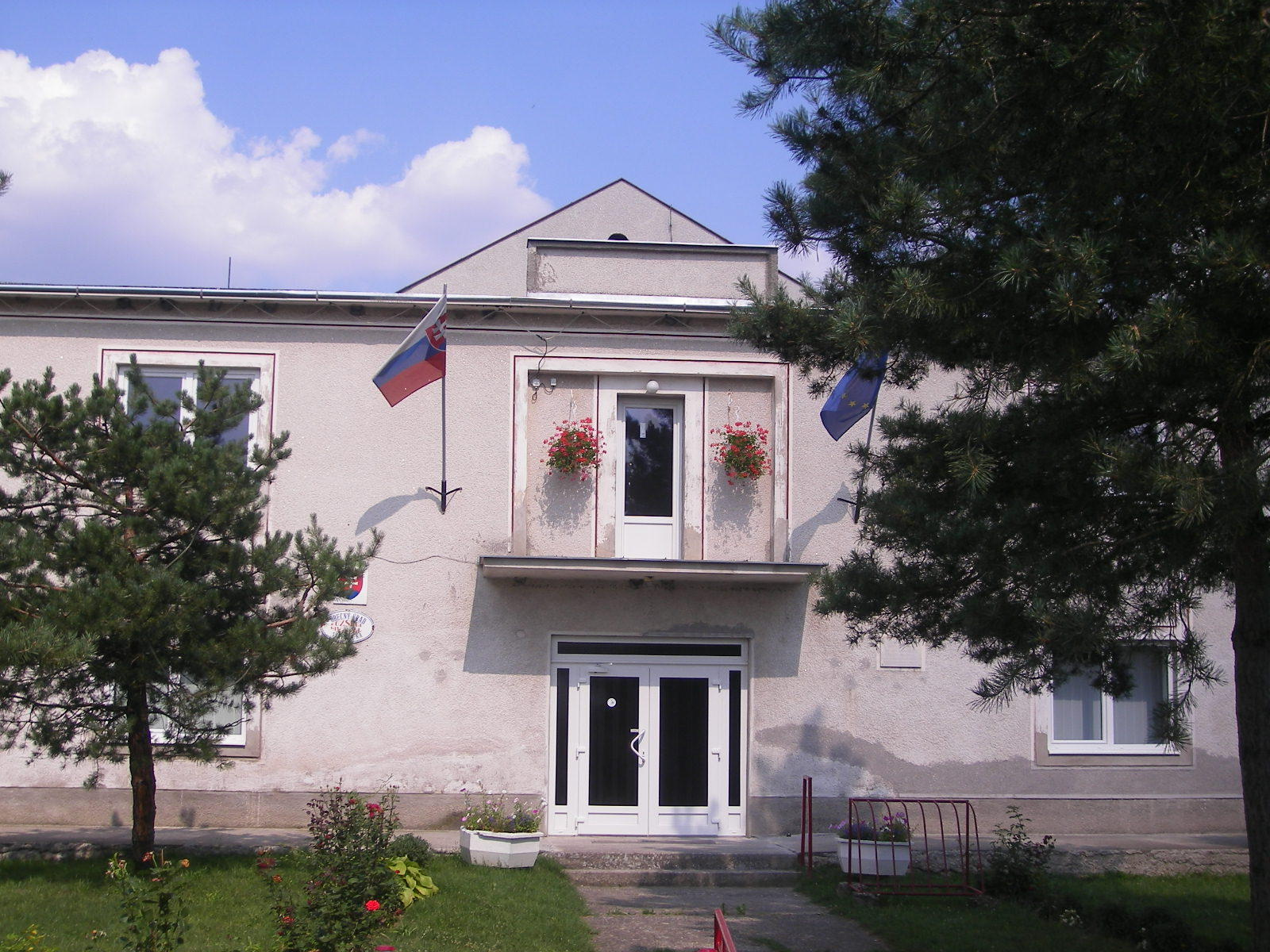
Községháza
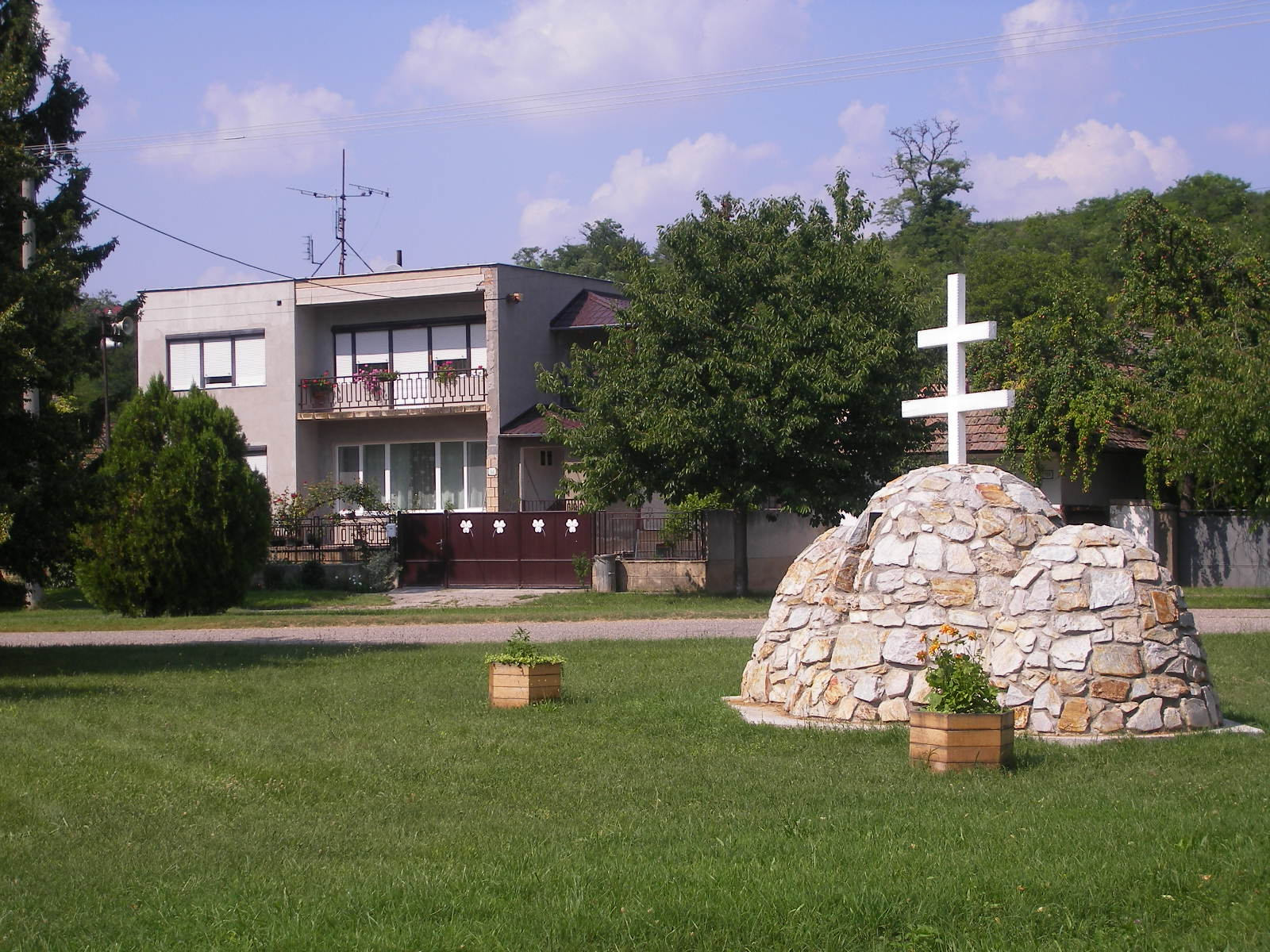
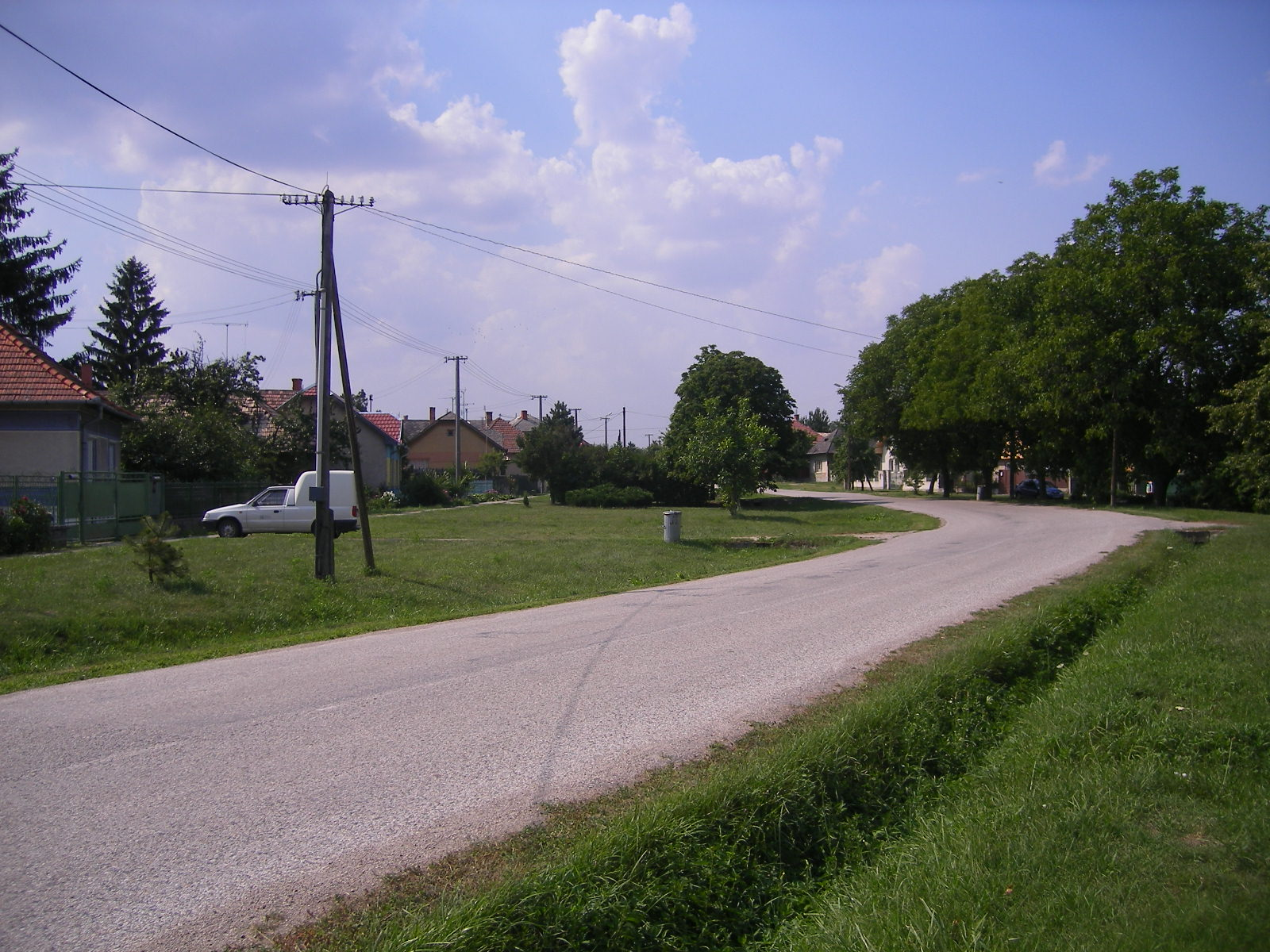
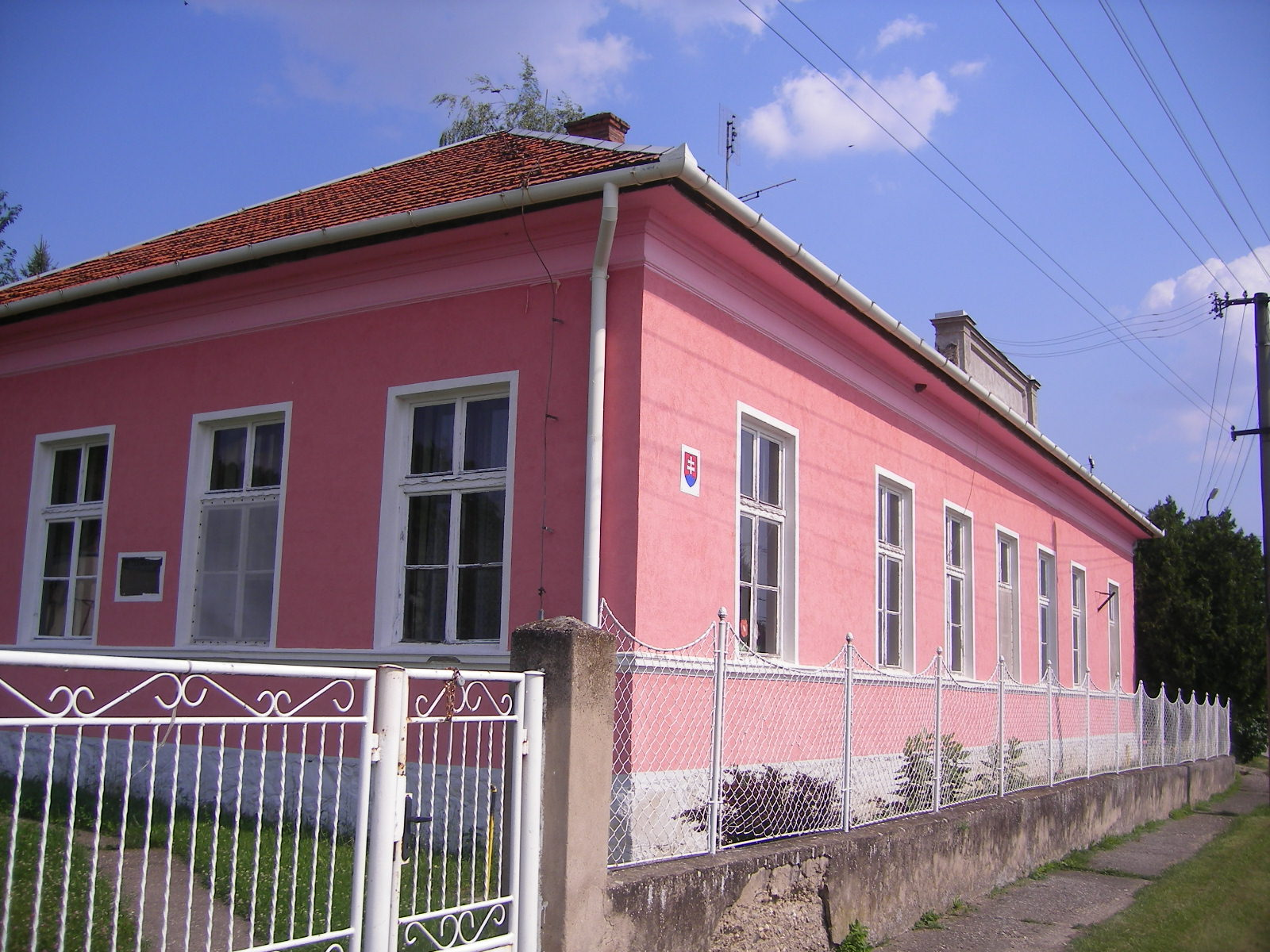
Óvoda
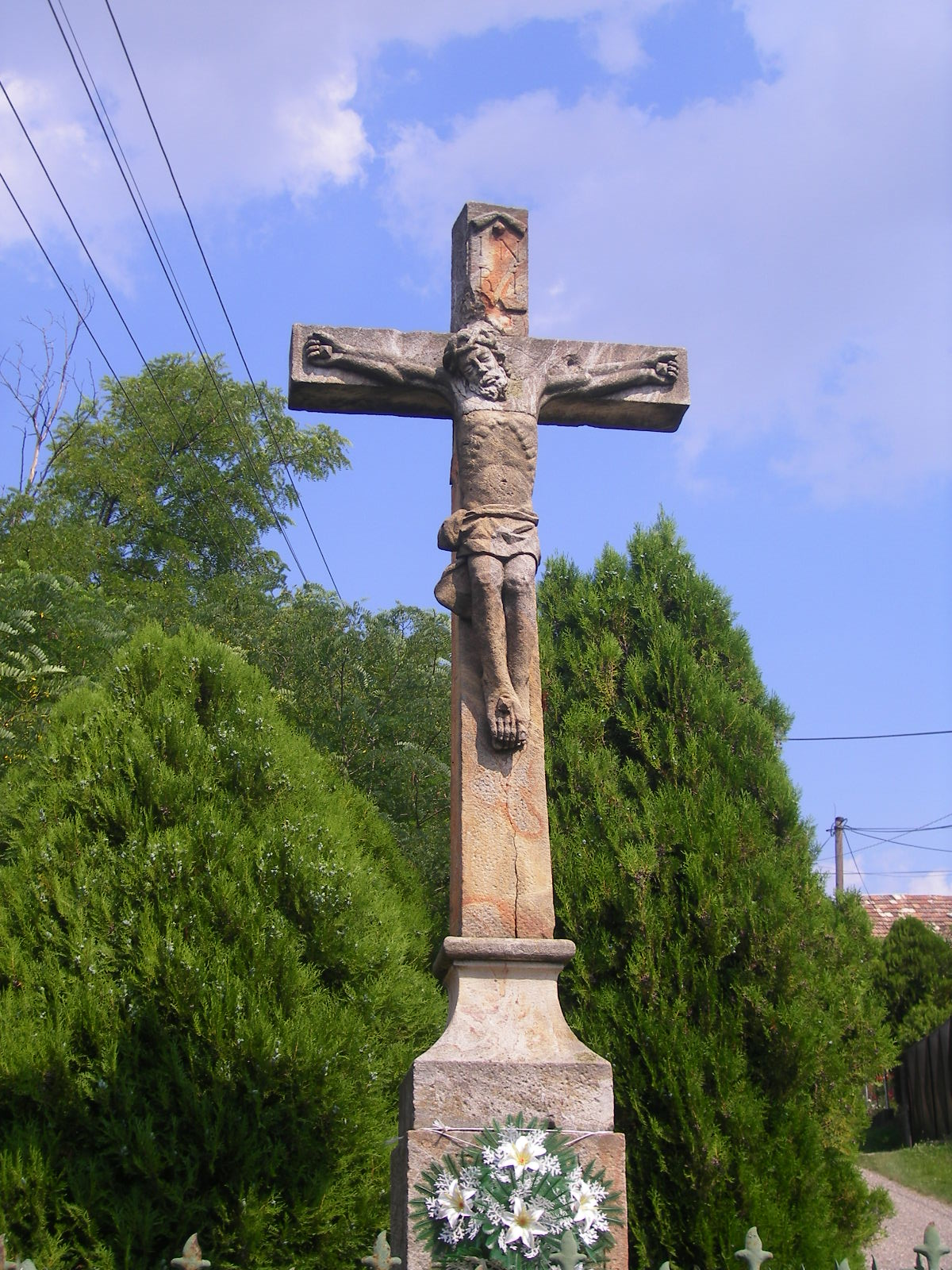
Feszület Kisgyarmaton
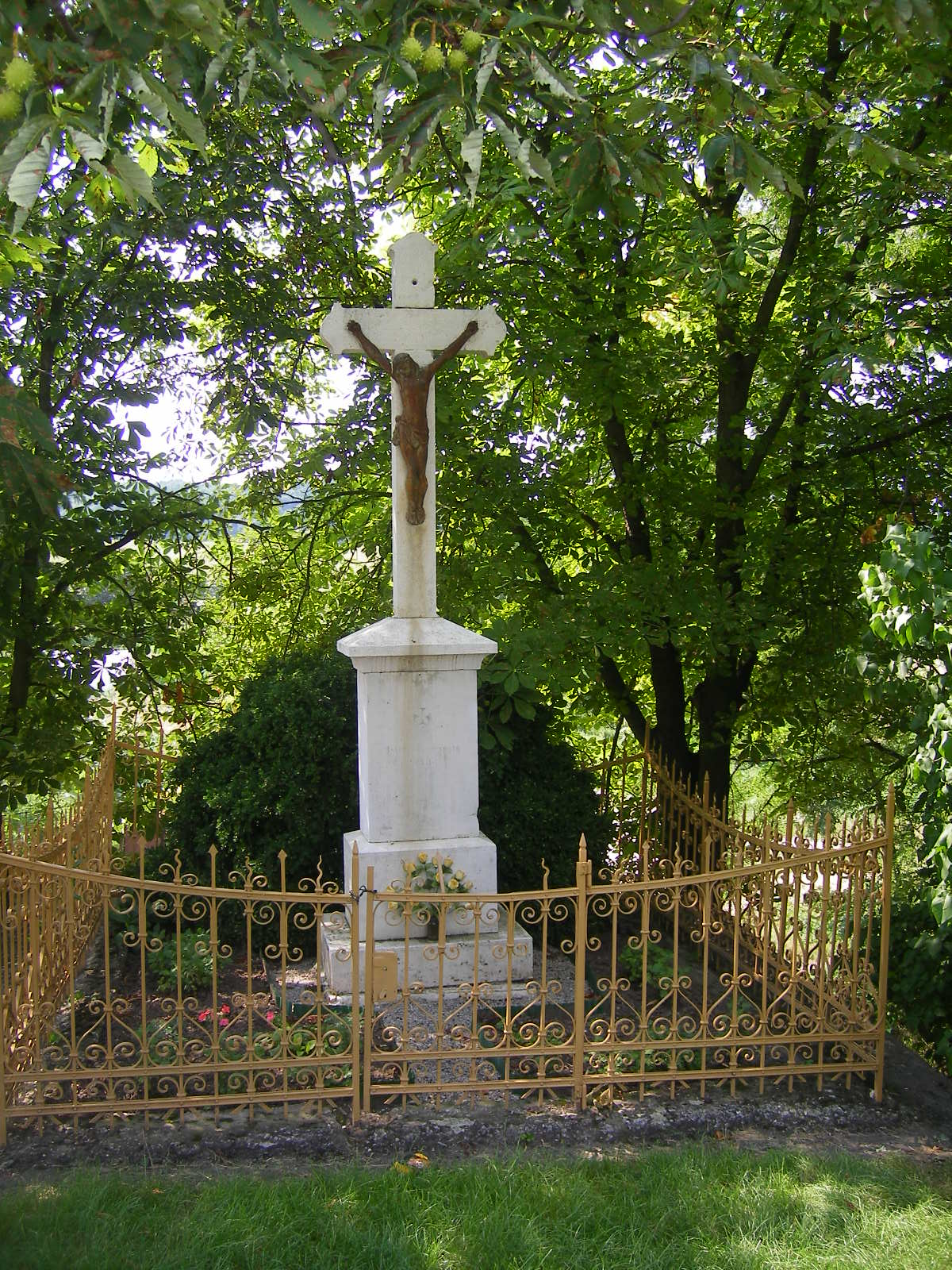
Feszület a falu északi szélén
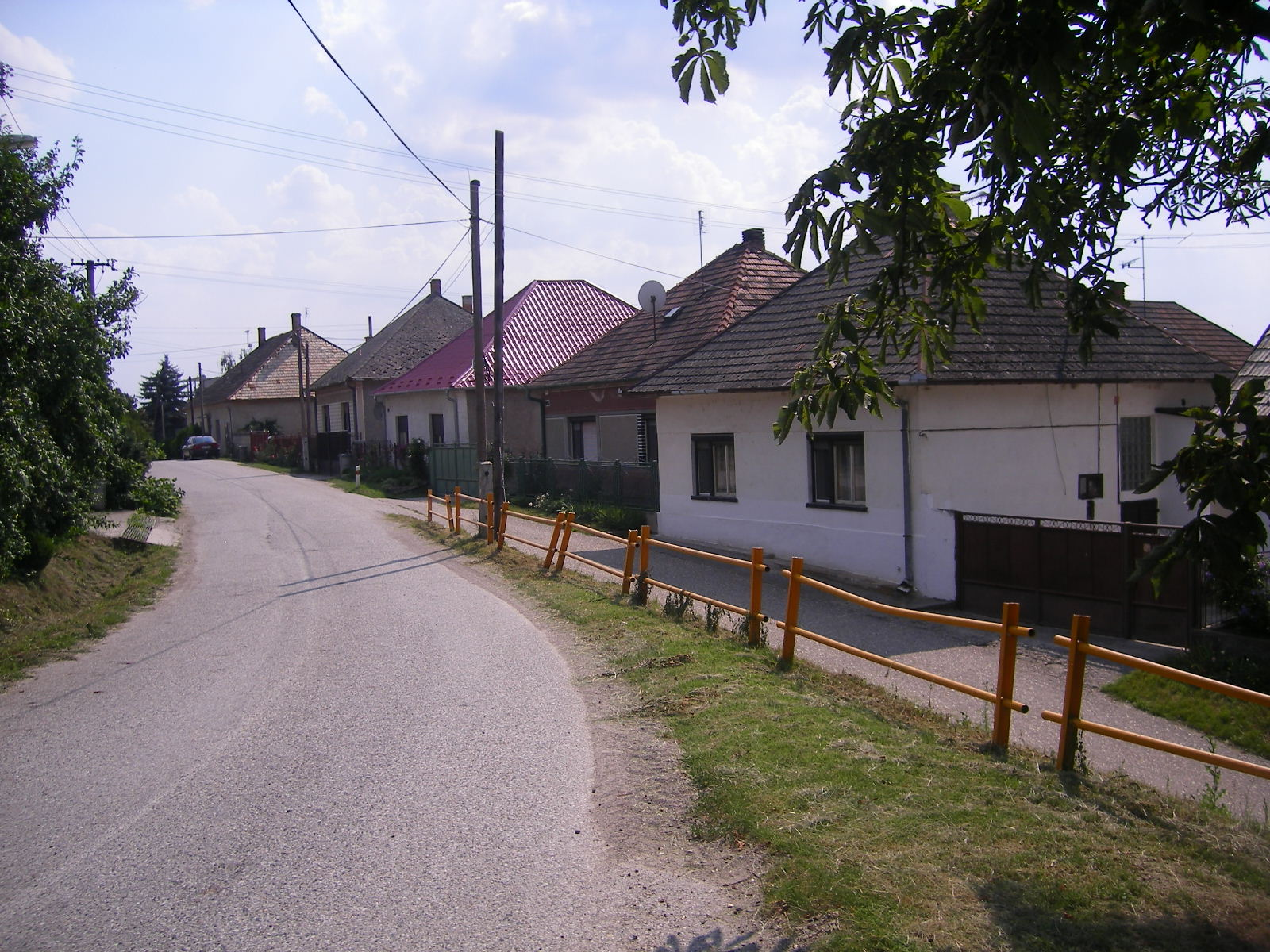
Utcakép
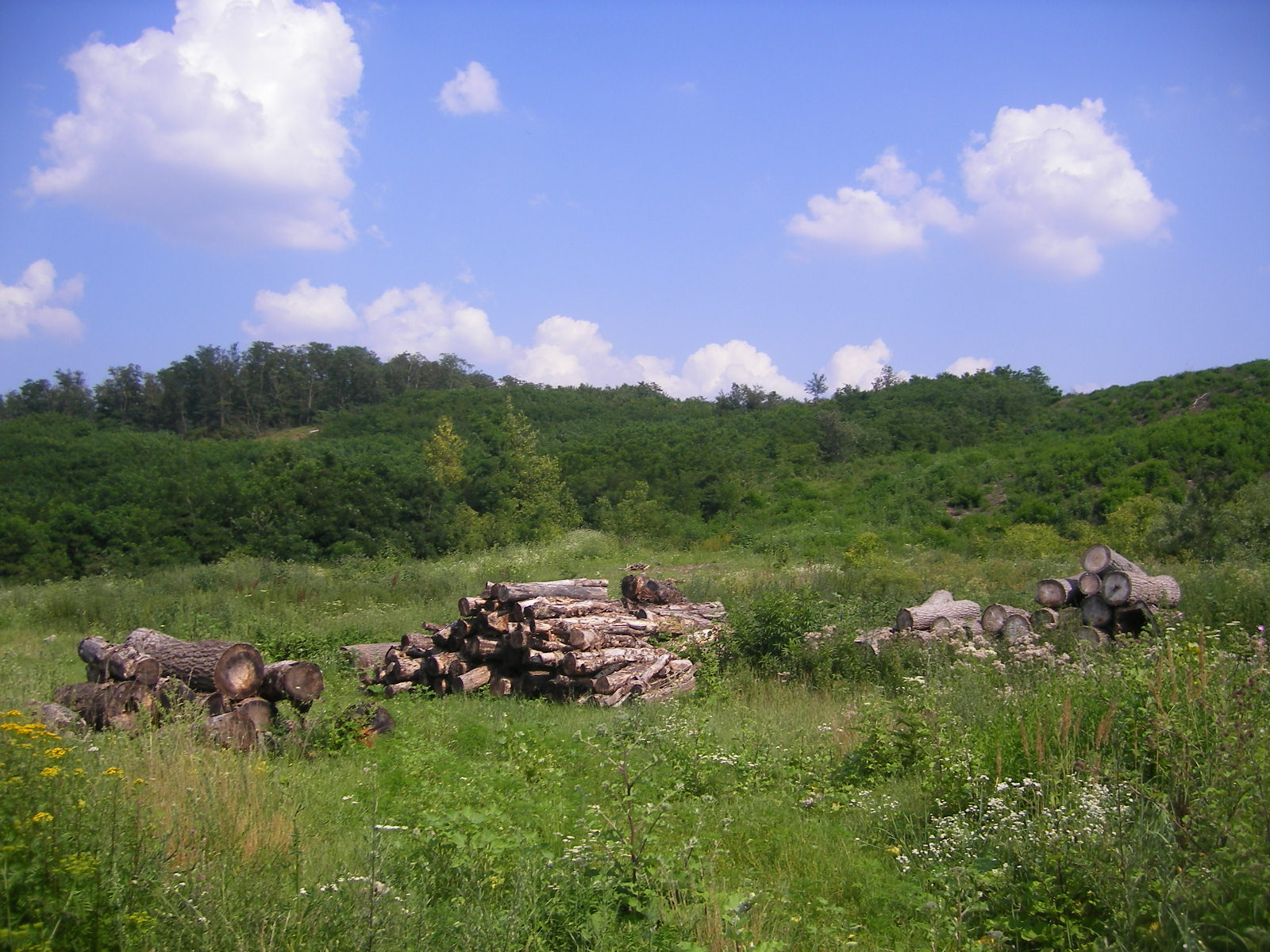
Erdőgazdálkodás a község északi részén

## Külső hivatkozások
- Községinfó
- Kisgyarmat a régió honlapján
- E-obce.sk Archiválva 2008. szeptember 20-i dátummal a Wayback Machine-ben